# 赖纳·齐默尔曼
赖纳·齐默尔曼（德語：Rainer Zimmermann，1942年5月2日—），德国前男子手球运动员。他曾代表东德国家队参加1972年夏季奥林匹克运动会手球比赛，结果队伍获得第四名。